# Jakub Janda
Jakub Janda (Čeladná, 27 april 1978) is een Tsjechische schansspringer.
Zijn internationale carrière startte in 1996, maar hij wist nauwelijks tot grote prestaties te komen en overwinningen zaten er al helemaal niet in. Dit veranderde echter in 2003 toen hij in Liberec een derde plaats wist te behalen. Sindsdien zit Janda voortdurend voor in de klassementen en kan hij zich eindelijk meten met de echte wereldtop. Inmiddels is hij zodanig ver dat hij zelfs wedstrijden weet te winnen. Tijdens het WK schansspringen in 2005 in Oberstdorf won hij zowel een zilveren als een bronzen medaille. In januari 2006 werd hij winnaar van het Vierschansentoernooi. Hij moest deze zege wel delen met Janne Ahonen.

## Vierschansentoernooi 2006
Op 29 december 2005 eindigde hij tijdens de eerste wedstrijd van het Vierschansentoernooi 2006 op de derde plaats achter Janne Ahonen en Roar Ljøkelsøy. Hiermee heeft hij uitzicht om tijdens de komende drie wedstrijden te blijven strijden om zijn allereerste overwinning in het Vierschansentoernooi. Zijn eerste dagzege in het Vierschansentoernooi behaalde hij op nieuwjaarsdag in Garmisch Partenkirchen door in totaal evenveel meters te springen als Janne Ahonen deed, waarna de jurywaardering van Janda hoger beoordeeld werd. Enkele dagen later nam hij in Innsbruck de leiding in het klassement over van Janne Ahonen. Janda eindigde als tweede achter de verrassende winnaar Lars Bystøl, maar wist Ahonen in te halen omdat de Fin slechts zesde werd. De laatste wedstrijd in Bischofshofen kende een ongemeen spannende en tevens historische slotfase. Janda die voor aanvang van de wedstrijd de leiding in handen had, leek de overwinning veilig te stellen door in de eerste sprong 141,0 meter te springen. Janne Ahonen, zijn directe concurrent sprong echter ook 141,0 meter, maar Janda kreeg een hogere jurywaardering, waardoor het leek dat ze zege hem niet meer kon ontgaan. Alle spanning kwam terug toen in de tweede sprong Ahonen kwam tot een afstand van 141,5 meter. Janda had nu 143,8 punten nodig om zijn eerste titel binnen te halen. Zijn sprong eindigde op 139,0 meter en alles hing af van de jurywaardering. De jury zou hem uiteindelijk 143,7 punten geven waardoor Ahonen de dagwinst pakte met exact twee punten verschil met Janda. De voorsprong voor aanvang van de wedstrijd van Janda was eveneens exact twee punten, waardoor voor het eerst in de geschiedenis de zege werd gedeeld.